# Paranthura lineata
Paranthura lineata là một loài chân đều trong họ Paranthuridae. Loài này được Nunomura miêu tả khoa học năm 1977.